# Daira perlata
Daira perlata is een krabbensoort uit de familie van de Dairidae. De wetenschappelijke naam van de soort is voor het eerst geldig gepubliceerd in 1790 door Herbst.